# Distretto di Posof
Il distretto di Posof (in turco Posof ilçesi) è uno dei distretti della provincia di Ardahan, in Turchia.